# Geological Association of Canada
Die Geological Association of Canada (GAC) ist eine kanadische geowissenschaftliche Gesellschaft mit Sitz in St. John’s (Neufundland). Sie organisiert Konferenzen und verlegt geowissenschaftliche Publikationen. Es gibt regionale Unterabteilungen.
Sie wurde 1947 gegründet um eine Lücke zu füllen, die zwischen der Vertretung von Wirtschaftsgeologen in der geologischen Abteilung des Canadian Institute of Mining and Metallurgy und den akademischen Geologen in der Sektion IV der Royal Society of Canada bestand. 
Als Preise vergeben sie die Logan Medal, die J. Willis Ambrose Medal für Verdienste um die kanadischen Geowissenschaften (benannt nach dem ersten Präsidenten John Willis Ambrose), die E. R. Ward Neale Medal für Öffentlichkeitsarbeit (benannt nach E. R. Ward Neale), den Yves Fortier Preis für Journalismus (benannt nach Yves Fortier) und die W. W. Hutchison Medal für Nachwuchswissenschaftler.
Sie geben die Zeitschrift Geoscience Canada heraus.